# Абрамовский берег
Абра́мовский бе́рег — южная часть побережья Мезенской губы от устья реки Мезень до мыса Воронов (Белое море, Россия, Архангельская область). Название от диалектического «абрамок» — «моржонок». На этом берегу поморские промышленники добывали моржат, не достигших годовалого возраста.
В 5,5 мили к северу-северо-западу от устья реки Нижа находится мыс Абрамовский.
Берег сложен осадочными породами, представляет собой песчаный обрыв. Не имеет значительных бухт, небольшие губы имеются в устьях рек и ручьёв. Размывается прибоем со скоростью около 3 метров в год.